# Adem
Adem – imię męskie będące sturkizowaną wersją imienia Adam, występujące też jako nazwisko. 

## Znane osoby noszące imię Adem
- Adem Büyük
- Adem Demaçi
- Adem Gajtani
- Adem Jashari
- Adem Ljajić